# Schach dem Roboter
Schach dem Roboter ist ein französischer Science-Fiction-Film aus dem Jahr 1976. Er basiert auf der Erzählung Denkende Roboter von George Langelaan. Die Hauptrolle der Penny spielt Claude Jade.

## Handlung
Die junge Pianistin Penny Vanderwood bereitet sich auf ein Konzert vor, als ihr aus dem dunklen Saal ein älterer Herr applaudiert. Jener Graf von Saint Germain lädt sie zu einem Schachturnier in der Stadt ein. Dort macht Penny eine makabre Entdeckung. Die Schachzüge des Roboters (genauer: Androiden) gleichen denen ihres vor Jahren verschwundenen Verlobten Robert. Penny kontaktiert einen alten Bekannten, Roberts besten Freund Lewis Armight, und berichtet ihm davon. Sie öffnen Roberts Sarg und finden diesen leer vor. Die couragierte Penny begibt sich in das Schloss des Grafen und ahnt nicht, dass er menschliche Gehirne in Androiden einbaut und aus ihr einen Klavierandroiden konstruieren will. Nach einer Reihe gruseliger Ereignisse können Penny und Lewis Armeight dem Grafen das Handwerk legen.

## Veröffentlichung
Deutsche und österreichische Fernsehausstrahlungen: 
- hr: 2. Feb. 1978
- BR: 2. Feb. 1978
- NDR: 4. Apr. 1978
- WDR: 10. Juni 1978
- SDR: 29. Juni 1978
- ARD: 23. Juli 1980
- ORF 2: 31. Okt. 1982
- ORF 1: 27. Okt. 1984

Der Film wurde am 16. Mai 2011 vom Label Pidax Film auf DVD veröffentlicht. 2014 wurde in Frankreich eine restaurierte Version des Films als DVD vom Institut national de l’audiovisuel veröffentlicht. Im September 2022 lief diese restaurierte Version auf dem Filmfest „L'etrange festival“.

## Kritik
In der Kritik von SebMoriarty auf der OFDb wird Schach dem Roboter als atmosphärischer Mystery-Fernsehfilm beschrieben, dessen Roman auch die literarische Vorlage zum Genrefilm Die Fliege liefere. Die Handlung erinnere an eine Folge aus Serien wie Twilight Zone oder Outer Limits und biete einen unterhaltsamen, wenn auch nicht immer geschmeidigen Erzählfluss. Besonders hervorgehoben wird die interessante und zeitlose Grundidee sowie die Musik von Vladimir Cosma. Die Kameraführung wird als routiniert, aber wenig mitreißend bewertet. Insgesamt eigne sich der Film für einen gepflegten Nachmittagsgrusel.

## Hintergründe
Das von Vladimir Cosma komponierte Lied, das Penny spielt, heißt (rumänisch „Floarea Soarelui“, deutsch Sonnenblume).

## Synchronisation
- Penny Vanderwood – Claude Jade – Viktoria Brams
- Lewis Armight – François Dunoyer – Jürgen Clausen
- Comte St.Germain – André Reybaz – Leo Bardischewski
- Mme Vanderwood – Gisèle Casadesus – Eva-Maria Lahl